# Porskalivka, Șîșakî
Porskalivka (în ucraineană Порскалівка) este un sat în comuna Mîhailîkî din raionul Șîșakî, regiunea Poltava, Ucraina.

## Demografie
Componența lingvistică a localității Porskalivka
     Ucraineană (87,04%)
     Rusă (1,23%)
Conform recensământului din 2001, majoritatea populației localității Porskalivka era vorbitoare de ucraineană (87,04%), existând în minoritate și vorbitori de armeană (1,85%) și rusă (1,23%).